# Wyszowate (Podlachie)
Wyszowate est un village polonais de la gmina de Trzcianne dans le powiat de Mońki et dans la voïvodie de Podlachie. Il se situe à environ 5 kilomètres à l'ouest de Trzcianne, à 12 kilomètres au sud-ouest de Mońki et à 36 kilomètres au nord-ouest de Bialystok. 